# 45th Street
45th Street – stacja metra nowojorskiego, na linii N i R. Znajduje się w dzielnicy Brooklyn, w Nowym Jorku i zlokalizowana jest pomiędzy stacjami 36th Street i 53rd Street. Została otwarta 13 września 1915.